# گوگل نست
نست لبز (به انگلیسی: Nest Labs) یک شرکت تولیدکننده آمریکایی است که در زمینه اتوماسیون خانگی فعالیت می‌کند.

## تاریخچه
استارت آپ نست، در سال ۲۰۱۰ توسط کارمندان سابق اپل، تونی فیدل و مت راجرز پا گرفت. این استارت آپ به سرعت رشد کرده و تعداد کارکنان آن به ۱۳۰ نفر رسید.
این شرکت در سال ۱۰ ژانویه ۲۰۱۴ توسط گوگل به مبلغ ۳٫۲ میلیارد دلار خریداری شد.

## محصولات
نست محصولاتی همچون ترموستات‌های هوشمند (که از طریق وای‌فای می‌توان گرمایش و سرمایش خانه را کنترل کرد) و نست پروتکت (که هشداردهندهٔ دود و گاز co می‌باشد و در دو رنگ سفید و مشکی تولید می‌شود.) را تولید می‌کند.

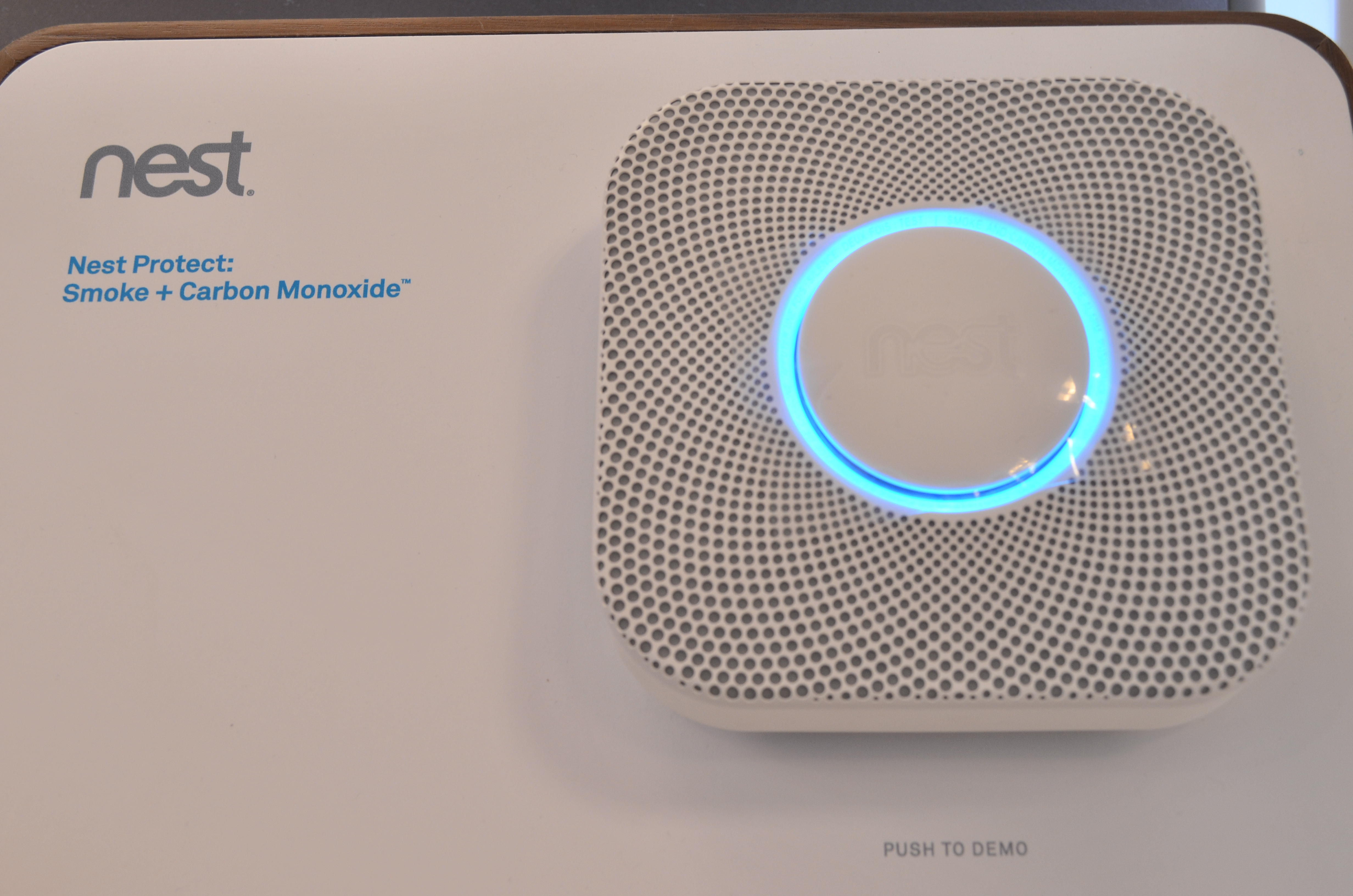
نست پروتکت